# Katie Spithill
Katie Spithill es una deportista australiana que compitió en vela en la modalidad de match race. Ganó dos medallas en el Campeonato Mundial de Match Race Femenino, plata en 2007 y bronce en 2013.

## Palmarés internacional
| Campeonato Mundial | Campeonato Mundial    | Campeonato Mundial | Campeonato Mundial |
| Año                | Lugar                 | Medalla            | Clase              |
| ------------------ | --------------------- | ------------------ | ------------------ |
| 2007               | Saint-Quay (Francia)  | Medalla de plata   | Match race         |
| 2013               | Busan (Corea del Sur) | Medalla de bronce  | Match race         |